# 로베르토 에를리츠카
로베르토 에를리츠카(이탈리아어: Roberto Herlitzka, 1937년 10월 2일 ~ 2024년 7월 31일)는 이탈리아의 배우이다.

## 영화
- 세븐 뷰티스 (1975년)
- 검은 눈동자 (1987년)
- 마르첼리노 (1991년)
- 천 킬로미터 (1999년)
- 굿모닝, 나잇 (2003년)
- 카멜 (2003년)
- 더 레드 섀도우스 (2009년)
- 라 스콤파르사 디 파토 (2010년)
- 더 라스트 맨 온 어스 (2011년)
- 자비의 7계명 (2011년)
- 잠자는 미녀 (2012년) - 로 프시치아트라 역
- 디 아이디얼 시티 (2012년)
- 더 레드 앤 더 블루 (2012년) - 피오리토 교수 역
- 더 그레이트 뷰티 (2013년)
- 그때 그들 (2018년)
- 매지컬 나이츠 (2018년)